# Ordine di battaglia del Regio Esercito al 24 maggio 1915
Il Regio Esercito iniziò le attività sul fronte italiano della prima guerra mondiale secondo il seguente schema, risalente al 24 maggio 1915:

## Comando supremo
- generale Luigi Cadorna, comandante supremo.
  - Tenente generale Carlo Porro, sottocapo di Stato Maggiore.

### VIII Corpo d'Armata (Firenze)
- Tenente generale Ottavio Briccola, comandante di corpo d'armata

| Divisioni                                                 | Brigate                        | Reggimenti fanteria                                                                                     | Reggimenti artiglieria     |
| --------------------------------------------------------- | ------------------------------ | --- | -------------------------- |
| 16ª Divisione Fanteria Tenente generale Luigi Secco       | Brigata Friuli Brigata Cremona | 87º Reggimento fanteria e 88º Reggimento fanteria 21º Reggimento fanteria e 22º Reggimento fanteria     | 32º reggimento artiglieria |
| 29ª Divisione Fanteria Tenente generale Fortunato Marazzi | Brigata Perugia Brigata Lazio  | 129º Reggimento fanteria e 130º Reggimento fanteria 131º Reggimento fanteria e 132º Reggimento fanteria | 37º reggimento artiglieria |
| Truppe suppletive                                         |                                | 23º Reggimento Cavalleria "Umberto"                                                                     | 7º reggimento artiglieria  |

### X Corpo d'Armata (Napoli)
- Tenente generale  Domenico Grandi, comandante di corpo d'armata

| Divisioni              | Brigate                         | Reggimenti fanteria                                                                                 | Reggimenti artiglieria     |
| ---------------------- | ------------------------------- | --------------------------------------------------------------------------------------------------- | -------------------------- |
| 19ª Divisione Fanteria | Brigata Bologna Brigata Siena   | 39º Reggimento fanteria e 40º Reggimento fanteria 31º Reggimento fanteria e 32º Reggimento fanteria | 24º reggimento artiglieria |
| 20ª Divisione Fanteria | Brigata Savona Brigata Cagliari | 15º Reggimento fanteria e 16º Reggimento fanteria 63º Reggimento fanteria e 64º Reggimento fanteria | 34º reggimento artiglieria |

### XIII Corpo d'Armata
- Tenente generale Gaetano Zoppi, comandante di corpo d'armata

| Divisioni              | Brigate                              | Reggimenti fanteria                                                                                     | Reggimenti artiglieria                                |
| ---------------------- | ------------------------------------ | --- | ----------------------------------------------------- |
| 25ª Divisione Fanteria | Brigata Macerata Brigata Sassari     | 121º Reggimento fanteria e 122º Reggimento fanteria 151º Reggimento fanteria e 152º Reggimento fanteria | 46º reggimento artiglieria                            |
| 30ª Divisione Fanteria | Brigata Piacenza Brigata Alessandria | 111º Reggimento fanteria e 112º Reggimento fanteria 155º Reggimento fanteria e 156º Reggimento fanteria | 39º reggimento artiglieria                            |
| 31ª Divisione Fanteria | Brigata Chieti Brigata Barletta      | 123º Reggimento fanteria e 124º Reggimento fanteria 137º Reggimento fanteria e 138º Reggimento fanteria | 43º reggimento artiglieria                            |
| Truppe suppletive      |                                      | 49/50/51 Raggruppamento Battaglioni Bersaglieri autonomi                                                | 25º reggimento artiglieria 44º reggimento artiglieria |

### XIV Corpo d'Armata
- Tenente generale Paolo Morrone, comandante di corpo d'armata

| Divisioni                                                        | Brigate                               | Reggimenti fanteria                                                                                     | Reggimenti artiglieria     |
| ---------------------------------------------------------------- | ------------------------------------- | --- | -------------------------- |
| 26ª Divisione Fanteria                                           | Brigata Caltanissetta Brigata Catania | 147º Reggimento fanteria e 148º Reggimento fanteria 145º Reggimento fanteria e 146º Reggimento fanteria | 49º reggimento artiglieria |
| 27ª Divisione Fanteria Tenente generale Guglielmo Pecori Giraldi | Brigata Campania Brigata Benevento    | 135º Reggimento fanteria e 136º Reggimento fanteria 133º Reggimento fanteria e 134º Reggimento fanteria | 38º reggimento artiglieria |
| 28ª Divisione Fanteria                                           | Brigata Bari Brigata Catanzaro        | 139º Reggimento fanteria e 140º Reggimento fanteria 141º Reggimento fanteria e 142º Reggimento fanteria | 45º reggimento artiglieria |
| Truppe suppletive                                                |                                       | 56º Battaglione Bersaglieri                                                                             | 47º reggimento artiglieria |

### Truppe autonome
| Divisioni               | Brigate                                                   | Reggimenti fanteria                                                                                     | Reggimenti artiglieria |
| ----------------------- | --------------------------------------------------------- | --- | ---------------------- |
| 3ª Divisione Cavalleria | V Brigata Cavalleria 12-24 VI Brigata Cavalleria 3-8      | | Artiglieria Ha°        |
| 4ª Divisione Cavalleria | VII Brigata Cavalleria 1-26 VIII Brigata Cavalleria 19-28 | | Artiglieria Ha°        |
|                         | Brigata Padova Brigata "Trapani"                          | 117º Reggimento fanteria e 118º Reggimento fanteria 149º Reggimento fanteria e 150º Reggimento fanteria |                        |
|                         |                                                           | Reggimento Carabinieri                                                                                  |                        |

## 1ª Armata
Zona d'operazioni: Stelvio, Garda, Croda Grande.
- Tenente generale Roberto Brusati, comandante d'armata

### III Corpo d'armata (Milano)
- Tenente generale  Vittorio Camerana, comandante di corpo d'armata

| Divisioni                                                                    | Brigate                         | Reggimenti fanteria | Reggimenti artiglieria     |
| ---------------------------------------------------------------------------- | ------------------------------- | --- | -------------------------- |
| 6ª Divisione Fanteria                                                        | Brigata Toscana Brigata Sicilia | 77º Reggimento fanteria e 78º Reggimento fanteria 61º Reggimento fanteria e 62º Reggimento fanteria                    | 16º reggimento artiglieria |
| 35ª Divisione Fanteria Tenente generale Felice De Chaurand de Saint Eustache | Brigata Novara Brigata Milano   | 153º Reggimento fanteria e 154º Reggimento fanteria 159º Reggimento fanteria e 160º Reggimento fanteria                | 42º reggimento artiglieria |
| 5ª Divisione Fanteria Tenente generale Luigi Druetti                         | Brigata Cuneo Brigata Palermo   | 7º Reggimento fanteria e 8º Reggimento fanteria 67º Reggimento fanteria e 68º Reggimento fanteria                      | 27º reggimento artiglieria |
| Truppe suppletive                                                            |                                 | 7º Reggimento bersaglieri III Battaglione Guardia di Finanza 27º Reggimento Cavalleggeri "Aquila" 5º Reggimento alpini | 6º reggimento artiglieria  |

### V Corpo d'armata (Verona)
- Generale Florenzio Aliprindi, comandante di corpo d'armata

| Divisioni              | Brigate                         | Reggimenti fanteria | Reggimenti artiglieria     |
| ---------------------- | ------------------------------- | --- | -------------------------- |
| 15ª Divisione Fanteria | Brigata Abruzzi Brigata Venezia | 57º Reggimento fanteria e 58º Reggimento fanteria 83º Reggimento fanteria e 84º Reggimento fanteria | 19º reggimento artiglieria |
| 9ª Divisione Fanteria  | Brigata Roma Brigata Puglie     | 79º Reggimento fanteria e 80º Reggimento fanteria 71º Reggimento fanteria e 72º Reggimento fanteria | 29º reggimento artiglieria |
| 34ª Divisione Fanteria | Brigata Treviso Brigata Ivrea   | 115º Reggimento fanteria e 116º Reggimento fanteria 161º Reggimento fanteria e 162º Reggimento fanteria | 41º reggimento artiglieria |
| Truppe suppletive      |                                 | 2º Reggimento bersaglieri 4º Reggimento bersaglieri 8º Reggimento bersaglieri 22º Reggimento Cavalleggeri "Catania" (2º Squadrone) 41º Reggimento artiglieria (mortai da montagna) 42º Reggimento artiglieria (mortai da montagna) 48º Reggimento artiglieria (mortai da montagna) VI Battaglione Guardia di Finanza | 5º reggimento artiglieria  |

## 2ª Armata
Zona d'operazioni: Alpi Giulie - Carso
- Generale Pietro Frugoni, comandante d'armata

### II Corpo d'Armata (Alessandria)
- Generale Ezio Reisoli, comandante di corpo d'armata

| Divisioni              | Brigate                           | Reggimenti fanteria                                                                                     | Reggimenti artiglieria     |
| ---------------------- | --------------------------------- | --- | -------------------------- |
| 3ª Divisione Fanteria  | Brigata Forlì Brigata Ravenna     | 43º Reggimento fanteria e 44º Reggimento fanteria 37º Reggimento fanteria e 38º Reggimento fanteria     | 23º reggimento artiglieria |
| 4ª Divisione Fanteria  | Brigata Lombardia Brigata Livorno | 73º Reggimento fanteria e 74º Reggimento fanteria 33º Reggimento fanteria e 34º Reggimento fanteria     | 26º reggimento artiglieria |
| 32ª Divisione Fanteria | Brigata Firenze Brigata La Spezia | 127º Reggimento fanteria e 128º Reggimento fanteria 125º Reggimento fanteria e 126º Reggimento fanteria | 48º reggimento artiglieria |
| Truppe suppletive      |                                   | IX Raggruppamento Bersaglieri ciclisti X Raggruppamento Bersaglieri ciclisti                            | 11º reggimento artiglieria |

### IV Corpo d'Armata (Genova)
- Generale Mario Nicolis di Robilant, comandante di corpo d'armata

| Divisioni                | Brigate                            | Reggimenti fanteria | Reggimenti artiglieria                            |
| ------------------------ | ---------------------------------- | --- | ------------------------------------------------- |
| 7ª Divisione Fanteria    | Brigata Bergamo Brigata Valtellina | 25º Reggimento fanteria e 26º Reggimento fanteria 65º Reggimento fanteria e 66º Reggimento fanteria                                                           | 21º reggimento artiglieria                        |
| 8ª Divisione Fanteria    | Brigata Salerno Brigata Modena     | 89º Reggimento fanteria e 90º Reggimento fanteria 41º Reggimento fanteria e 42º Reggimento fanteria                                                           | 28º reggimento artiglieria                        |
| 33ª Divisione Fanteria   | Brigata Liguria Brigata Emilia     | 157º Reggimento fanteria e 158º Reggimento fanteria 119º Reggimento fanteria e 120º Reggimento fanteria                                                       | 40º reggimento artiglieria                        |
| 1ª Divisione Bersaglieri |                                    | 6º Reggimento bersaglieri 7º Reggimento bersaglieri 8º Reggimento bersaglieri 9º Reggimento bersaglieri 11º Reggimento bersaglieri 12º Reggimento bersaglieri | Gruppo artiglieria da montagna "Mondovì"          |
| Raggruppamento Alpino    |                                    | 3º Reggimento Alpini 4º Reggimento Alpini | Gruppo artiglieria da montagna "Bergamo-Pinerolo" |
| Truppe suppletive        |                                    | 5º Reggimento bersaglieri V Raggruppamento Bersaglieri ciclisti                                                                                               | 4º reggimento artiglieria                         |

### XII Corpo d'Armata (Palermo)
- Tenente generale Luigi Segato, comandante di corpo d'armata

| Divisioni                                                | Brigate                         | Reggimenti fanteria                                                                               | Reggimenti artiglieria |
| -------------------------------------------------------- | ------------------------------- | ------------------------------------------------------------------------------------------------- | --- |
| 23ª Divisione Fanteria Tenente generale Giovanni Airaldi | Brigata Aosta Brigata Verona    | 5º Reggimento fanteria e 6º Reggimento fanteria 85º Reggimento fanteria e 86º Reggimento fanteria | 22º Reggimento artiglieria da campagna (5 batterie) I Gruppo/10º Reggimento artiglieria da campagna (3 batterie)                                                              |
| 24ª Divisione Fanteria Tenente generale Gustavo Fara     | Brigata Piemonte Brigata Napoli | 3º Reggimento fanteria e 4º Reggimento fanteria 75º Reggimento fanteria e 76º Reggimento fanteria | 36º Reggimento artiglieria da aampagna 7erritoriale (5 batterie) 1 gruppo artiglieria da montagna (3 batterie) 4ª Compagnia Zappatori/2º Reggimento Genio Servizi Divisionali |
| Truppe suppletive                                        |                                 | 10º Reggimento bis bersaglieri                                                                    | II Gruppo/10º Reggimento artiglieria da campagna IV Gruppo/2º Reggimento artiglieria pesante campale                                                                          |

## 3ª Armata
Zona di operazioni: Carso, Trieste.
- Generale Emanuele Filiberto di Savoia-Aosta, comandante d'armata

### VI Corpo d'Armata (Bologna)
- Generale Carlo Ruelle, comandante di corpo d'armata

| Divisioni               | Brigate                                              | Reggimenti fanteria | Reggimenti artiglieria     |
| ----------------------- | ---------------------------------------------------- | --- | -------------------------- |
| 11ª Divisione Fanteria  | Brigata Pistoia Brigata Re                           | 35º Reggimento fanteria e 36º Reggimento fanteria 1º Reggimento fanteria e 2º Reggimento fanteria | 14º reggimento artiglieria |
| 12ª Divisione Fanteria  | Brigata Pavia Brigata Casale                         | 27º Reggimento fanteria e 28º Reggimento fanteria 11º Reggimento fanteria e 12º Reggimento fanteria | 30º reggimento artiglieria |
| 1ª Divisione Cavalleria | I Brigata cavalleria 13-20 II Brigata cavalleria 4-5 | | Artiglieria HA (a cavallo) |
| Truppe suppletive       |                                                      | VIII Raggruppamento Bersaglieri ciclisti XI Raggruppamento Bersaglieri ciclisti VI Raggruppamento Bersaglieri ciclisti XII Raggruppamento Bersaglieri ciclisti 94º Reggimento Fanteria Battaglione Guardia di Finanza |                            |

### VII Corpo d'Armata
- Generale Vincenzo Garioni, comandante di corpo d'armata

| Divisioni              | Brigate                            | Reggimenti fanteria                                                                                   | Reggimenti artiglieria     |
| ---------------------- | ---------------------------------- | --- | -------------------------- |
| 13ª Divisione Fanteria | Brigata Granatieri Brigata Messina | 1º Reggimento Granatieri e 2º Reggimento Granatieri 93º Reggimento fanteria e 94º Reggimento fanteria | 31º reggimento artiglieria |
| 14ª Divisione Fanteria | Brigata Acqui Brigata Pinerolo     | 17º Reggimento fanteria e 18º Reggimento fanteria 13º Reggimento fanteria e 14º Reggimento fanteria   | 18º reggimento artiglieria |
| Truppe suppletive      |                                    | | 2º reggimento artiglieria  |

### XI Corpo d'Armata (Bari)
- Generale Giorgio Cigliana, comandante di corpo d'armata

| Divisioni               | Brigate                                                | Reggimenti fanteria                                                                                           | Reggimenti artiglieria     |
| ----------------------- | ------------------------------------------------------ | --- | -------------------------- |
| 21ª Divisione Fanteria  | Brigata Pisa Brigata Regina                            | 29º Reggimento fanteria e 30º Reggimento fanteria 9º Reggimento fanteria e 10º Reggimento fanteria            | 35º reggimento artiglieria |
| 22ª Divisione Fanteria  | Brigata Ferrara Brigata Brescia                        | 47º Reggimento fanteria e 48º Reggimento fanteria 19º Reggimento fanteria e 20º Reggimento fanteria           | 15º reggimento artiglieria |
| 2ª Divisione Cavalleria | III Brigata Cavalleria 7-10 IV Brigata Cavalleria 7-10 | | Artiglieria Ha             |
| Truppe suppletive       |                                                        | VII Raggruppamento Bersaglieri ciclisti III Raggruppamento Bersaglieri ciclisti Reggimento Guardia di Finanza | 9º reggimento artiglieria  |

## 4ª Armata
Zona d'operazioni: Croda Grande - Cadore - Carnia occidentale

### I Corpo d'Armata (Torino)
- Generale Luigi Nava, comandante d'armata

| Divisioni              | Brigate                          | Reggimenti fanteria                                                                                 | Reggimenti artiglieria     |
| ---------------------- | -------------------------------- | --------------------------------------------------------------------------------------------------- | -------------------------- |
| 1ª Divisione Fanteria  | Brigata Basilicata Brigata Parma | 91º Reggimento fanteria e 92º Reggimento fanteria 49º Reggimento fanteria e 50º Reggimento fanteria | 25º reggimento artiglieria |
| 2ª Divisione Fanteria  | Brigata Umbria Brigata Como      | 53º Reggimento fanteria e 54º Reggimento fanteria 23º Reggimento fanteria e 24º Reggimento fanteria | ??° reggimento artiglieria |
| 10ª Divisione Fanteria | Brigata Marche Brigata Ancona    | 55º Reggimento fanteria e 56º Reggimento fanteria 69º Reggimento fanteria e 70º Reggimento fanteria | 20º Reggimento artiglieria |
| Truppe suppletive      |                                  | 21º Reggimento Cavalleria "Padova" 8º Reggimento bersaglieri                                        | 8º reggimento artiglieria  |

### IX Corpo d'Armata (Roma)
- Generale Pietro Marini, comandante d'armata

| Divisioni              | Brigate                       | Reggimenti fanteria                                                                                 | Reggimenti artiglieria     |
| ---------------------- | ----------------------------- | --------------------------------------------------------------------------------------------------- | -------------------------- |
| 17ª Divisione Fanteria | Brigata Torino Brigata Reggio | 81º Reggimento fanteria e 82º Reggimento fanteria 45º Reggimento fanteria e 46º Reggimento fanteria | 13º reggimento artiglieria |
| 18ª Divisione Fanteria | Brigata Alpi Brigata Calabria | 51º Reggimento fanteria e 52º Reggimento fanteria 59º Reggimento fanteria e 60º Reggimento fanteria | 33º Reggimento artiglieria |
| Truppe suppletive      |                               | 3º Reggimento Bersaglieri 9º Reggimento Lancieri "Firenze" XVI Guardia di Finanza Alpini            | 1º reggimento artiglieria  |

### Corpo d'Armata Zona Autonoma Carnia XII
- Generale Clemente Lequio, comandante di divisione

| Divisioni              | Brigate                      | Reggimenti fanteria | Reggimenti artiglieria                                  |
| ---------------------- | ---------------------------- | --- | ------------------------------------------------------- |
| 23ª Divisione Fanteria | Brigata Aosta Brigata Verona | 5º Reggimento fanteria e 6º Reggimento fanteria 85º Reggimento fanteria e 86º Reggimento fanteria                                                 | 22º reggimento artiglieria                              |
| Truppe suppletive      |                              | 1 reggimento di Milizia Territoriale 16º Reggimento bersaglieri 19º Reggimento bersaglieri 1º Gruppo Alpini 2º Gruppo Alpini 8º Reggimento Alpini | 2º Reggimento artiglieria pesante campale (Gruppi V-VI) |

- Generale Luigi Segato, comandante di divisione

| Divisioni              | Brigate                         | Reggimenti fanteria                                                                               | Reggimenti artiglieria     |
| ---------------------- | ------------------------------- | ------------------------------------------------------------------------------------------------- | -------------------------- |
| 24ª Divisione Fanteria | Brigata Napoli Brigata Piemonte | 75º Reggimento fanteria e 76º Reggimento fanteria 3º Reggimento fanteria e 4º Reggimento fanteria | 36º reggimento artiglieria |